# Marcel Schwob
Marcel Schwob (Chaville, Hauts-de-Seine, 23 de agosto de 1867-París, 26 de febrero de 1905) fue un escritor, crítico literario y traductor francés asociado al simbolismo.

## Biografía
Hijo de una familia judía acomodada, e ilustrada, instalada en Nantes en 1875 (su padre, que llegó a escribir una obra de teatro con Julio Verne, compró allí el diario Le Phare de la Loire), se trasladó a París para seguir sus estudios en el Liceo Louis-le-Grand, en donde reveló sus dotes como políglota. Fracasó en su intento de ingresar en la Escuela Normal Superior, pero en 1888 obtuvo la licenciatura de letras.
En 1884 descubrió a Robert Louis Stevenson con su La isla del tesoro, quien será uno de sus modelos y a quien traducirá.[cita requerida] Fue también un apasionado del argot, en especial del lenguaje de los coquillards medievales, utilizado por Villon en sus baladas en jerga. Schwob publicó unas series de textos breves, a mitad de camino entre el relato y los poemas en prosa, en los que crea procedimientos literarios que tendrán influencia en autores posteriores. Así, El libro de Monelle (1894) es precursor de Los alimentos terrestres, de André Gide, y La cruzada de los niños (1896) prefigura Mientras agonizo, de William Faulkner, lo mismo que Las puertas del paraíso de Jerzy Andrzejewski. Igualmente, Jorge Luis Borges escribió que Vidas imaginarias (1896) fue el punto de partida de su narrativa al tomarlo como modelo para su Historia universal de la infamia.
En 1900, se casó con la actriz Marguerite Moreno, a la que había conocido en 1895. De salud muy delicada, Schwob emprenderá viaje a Jersey y a Samoa, y escribirá un relato del accidentado viaje a la isla polinesia, en donde Stevenson acababa de morir. Falleció a causa de una gripe poco después de regresar a Francia, a la edad de 37 años. Fue inhumado en el Cementerio de Montparnasse.

## Obras
- Étude sur l’argot français (Estudio sobre el argot francés), 1889.
- Cœur double (Doble corazón), 1891.
- Le Roi au masque d’or (El rey de la máscara de oro), 1892.
- Mimes, 1893.
- Le Livre de Monelle (El libro de Monelle), 1894.
- Annabella et Giovanni, 1895.
- La Croisade des enfants (La cruzada de los niños), 1896.
- Spicilège, 1896.
- Vies imaginaires (Vidas imaginarias), 1896.
- Féminies, 1896.
- La Porte des rêves (La puerta de los sueños), 1899.
- La Légende de Serlon de Wilton, 1899.
- La Lampe de Psyché (La lámpara de Psique), 1903.
- Mœurs des diurnales, 1903. Con el pseudónimo Loyson-Bridet.
- Le Parnasse satyrique du XIVe siècle (El Parnaso satírico del siglo XIV), 1905.
- Il Libro della mia Memoria, (El libro de mis memorias), 1905.

### Obra póstuma
Entre sus publicaciones póstumas:
- François Villon, 1912.
- Chroniques (Crónicas), 1981.
- Vie de Morphiel (Vida de Morphiel), 1985.
- Correspondance inédite (Correspondencia inédita), 1985.
- Correspondance Schwob-Stevenson (Correspondencia entre Schwob y Stevenson), 1992.
- Dialogues d'Utopie (Diálogos de Utopía), 2001.
- Vers Samoa (Viaje a Samoa), 2002.
- Maua, 2009.
- Jane Shore, 2015.[3]

### Obras traducidas al español
- Viaje a Samoa. Cartas a Margarita Moreno. Prólogos de Eduardo Jordá y Enrique Vila-Matas. Traducción de Jaume Pomar. Editorial Olañeta, Palma de Mallorca, 1998.
- Mimos. UNAM, colección relato licenciado Vidriera. Primera edición, 2018. Trad. Mauricio López Noriega.
- El libro de Monelle. Premia editora. Cuarta edición, 1989. Trad. Teba Bronstein.
- Vidas imaginarias. Madrid: Alianza Editorial. 2017. Trad. Antonio Álvarez de la Rosa.